# Ньютаун (округ Бакс, Пенсільванія)
Ньютаун (англ. Newtown) — місто (англ. borough) в США, в окрузі Бакс штату Пенсільванія. Населення — 2268 осіб (2020).

## Географія
Ньютаун розташований за координатами 40°13′42″ пн. ш. 74°55′56″ зх. д. / 40.22833° пн. ш. 74.93222° зх. д. (40.228344, -74.932293).  За даними Бюро перепису населення США в 2010 році місто мало площу 1,43 км², з яких 1,43 км² — суходіл та 0,00 км² — водойми.

### Клімат
| Клімат : Ньютаун        | Клімат : Ньютаун | Клімат : Ньютаун | Клімат : Ньютаун | Клімат : Ньютаун | Клімат : Ньютаун | Клімат : Ньютаун | Клімат : Ньютаун | Клімат : Ньютаун | Клімат : Ньютаун | Клімат : Ньютаун | Клімат : Ньютаун | Клімат : Ньютаун | Клімат : Ньютаун |
| Показник                | Січ.             | Лют.             | Бер.             | Квіт.            | Трав.            | Черв.            | Лип.             | Серп.            | Вер.             | Жовт.            | Лист.            | Груд.            | Рік              |
| Абсолютний максимум, °C | 21,9             | 25,3             | 30,8             | 34,6             | 35,0             | 35,7             | 39,4             | 37,8             | 36,7             | 31,6             | 27,2             | 24,2             | 39,4             |
| Середній максимум, °C   | 4,4              | 6,1              | 10,7             | 17,3             | 22,7             | 27,8             | 30,2             | 29,2             | 25,4             | 19,1             | 13,0             | 6,8              | 17,8             |
| Середня температура, °C | −0,2             | 1,2              | 5,3              | 11,3             | 16,6             | 21,8             | 24,4             | 23,6             | 19,6             | 13,1             | 7,7              | 2,3              | 12,3             |
| Середній мінімум, °C    | −4,8             | −3,7             | −0,1             | 5,2              | 10,4             | 15,9             | 18,7             | 17,9             | 13,7             | 7,1              | 2,5              | −2,2             | 6,8              |
| Абсолютний мінімум, °C  | −23,6            | −19,3            | −15,8            | −7,8             | 1,2              | 5,6              | 8,9              | 6,0              | 2,1              | −3,8             | −11,1            | −18,1            | −23,6            |
| Норма опадів, мм        | 90               | 71               | 106              | 101              | 110              | 110              | 133              | 110              | 112              | 97               | 92               | 104              | 1234             |
| Вологість повітря, %    | 65.9             | 62.2             | 58.2             | 57.6             | 62.1             | 66.3             | 66.6             | 68.8             | 69.8             | 69.0             | 67.6             | 67.6             | 65.2             |
| ----------------------- | ---------------- | ---------------- | ---------------- | ---------------- | ---------------- | ---------------- | ---------------- | ---------------- | ---------------- | ---------------- | ---------------- | ---------------- | ---------------- |
| Джерело: PRISM          |                  |                  |                  |                  |                  |                  |                  |                  |                  |                  |                  |                  |                  |

## Демографія
Згідно з переписом 2010 року, у селищі мешкало 2248 осіб у 965 домогосподарствах у складі 599 родин. Густота населення становила 1571 особа/км².  Було 1027 помешкань (718/км²).
Расовий склад населення:
| - 96,2 % — білих - 1,2 % — азіатів - 0,8 % — чорних або афроамериканців - 0,2 % — корінних американців |

До двох чи більше рас належало 1,2 %. Частка іспаномовних становила 1,2 % від усіх жителів.
За віковим діапазоном населення розподілялося таким чином: 21,4 % — особи молодші 18 років, 64,8 % — особи у віці 18—64 років, 13,8 % — особи у віці 65 років та старші. Медіана віку мешканця становила 45,4 року. На 100 осіб жіночої статі у селищі припадало 94,3 чоловіків;  на 100 жінок у віці від 18 років та старших — 92,6 чоловіків також старших 18 років.
Середній дохід на одне домашнє господарство  становив 133 086 доларів США (медіана — 108 750), а середній дохід на одну сім'ю — 160 770 доларів (медіана — 144 615). Медіана доходів становила 101 800 доларів для чоловіків та 56 618 доларів для жінок. За межею бідності перебувало 3,6 % осіб, у тому числі 4,6 % дітей у віці до 18 років та 1,1 % осіб у віці 65 років та старших.
Цивільне працевлаштоване населення становило 1248 осіб. Основні галузі зайнятості: освіта, охорона здоров'я та соціальна допомога — 23,0 %, науковці, спеціалісти, менеджери — 16,5 %, роздрібна торгівля — 11,3 %, будівництво — 9,7 %.